# Oxycoryphe tenax
Oxycoryphe tenax är en stekelart som beskrevs av T.C. Narendran 1989. Oxycoryphe tenax ingår i släktet Oxycoryphe och familjen bredlårsteklar. Inga underarter finns listade i Catalogue of Life.